# Giscaro
Giscaro település Franciaországban, Gers megyében. Lakosainak száma 91 fő (2022. január 1.). Giscaro Monferran-Savès, Frégouville, Gimont és Maurens községekkel határos.

## Népesség
A település népességének változása:
| Lakosok száma | 96   | 76   | 78   | 72   | 88   | 93   | 100  | 103  | 104  | 91   |
|               | 1968 | 1982 | 1990 | 2006 | 2013 | 2015 | 2017 | 2019 | 2020 | 2022 |